# Krzysztof Kożuchowski
Krzysztof Michał Kożuchowski (ur. 1945) – polski klimatolog, profesor nauk o Ziemi.

## Życiorys
W 1968 r. ukończył studia geografii fizycznej na Uniwersytecie Łódzkim, w 1973 r. doktoryzował się, w 1985 r. otrzymał habilitację. W 1993 r. uzyskał tytuł profesora nauk o Ziemi.
Został pracownikiem naukowym na Uniwersytecie Łódzkim, w Szkole Głównej Turystyki i Rekreacji, w Wyższej Szkole Turystyki i Hotelarstwa w Łodzi, oraz na Uniwersytecie Szczecińskim.
Był członkiem Komitetu Narodowego do spraw Współpracy z Międzynarodowym Programem "Zmiany Globalne Geosfery i Biosfery" (IGBP Global Change) Prezydium PAN.